# Joe Veleno
Joseph Veleno (* 13. ledna 2000) je profesionální kanadský hokejový útočník, který aktuálně působí v klubu Chicago Blackhawks v severoamerické lize NHL.

## Hráčská kariéra
V roce 2018 byl draftován v 1. kole jako 30. celkově klubem Detroit Red Wings. V květnu 2019 s Detroitem podepsal vstupní tříletou nováčkovskou smlouvu. Následně působil v AHL ve farmářském klubu Grand Rapids Griffins. V NHL debutoval 27. dubna 2021 v utkání proti Columbusu. Na MS 2023 vybojoval s kanadskou reprezentací zlaté medaile a titul mistrů světa.

## Statistiky

### Klubové statistiky
| Sezóna      | Klub                     | Soutěž      |     | Základní část | Základní část | Základní část | Základní část | Základní část |   | Play off | Play off | Play off | Play off | Play off |
| Sezóna      | Klub                     | Soutěž      | Z   | G             | A             | B             | TM            | Z             | G | A        | B        | TM       |          |          |
| 2015–16     | Saint John Sea Dogs      | QMJHL       | 62  | 13            | 30            | 43            | 21            | 17            | 6 | 1        | 7        | 8        |          |          |
| 2016–17     | Saint John Sea Dogs      | QMJHL       | 45  | 13            | 27            | 40            | 18            | 18            | 8 | 3        | 11       | 4        |          |          |
| 2017–18     | Saint John Sea Dogs      | QMJHL       | 31  | 6             | 25            | 31            | 26            | —             | — | —        | —        | —        |          |          |
| 2017–18     | Drummondville Voltigeurs | QMJHL       | 33  | 16            | 32            | 48            | 22            | 10            | 5 | 6        | 11       | 10       |          |          |
| 2018–19     | Drummondville Voltigeurs | QMJHL       | 59  | 42            | 62            | 104           | 19            | 16            | 8 | 9        | 17       | 12       |          |          |
| 2019–20     | Grand Rapids Griffins    | AHL         | 54  | 11            | 12            | 23            | 18            | —             | — | —        | —        | —        |          |          |
| 2020–21     | Malmö Redhawks           | SHL         | 46  | 11            | 9             | 20            | 20            | —             | — | —        | —        | —        |          |          |
| 2020–21     | Grand Rapids Griffins    | AHL         | 4   | 1             | 2             | 3             | 4             | —             | — | —        | —        | —        |          |          |
| 2020–21     | Detroit Red Wings        | NHL         | 5   | 1             | 0             | 1             | 4             | —             | — | —        | —        | —        |          |          |
| 2021–22     | Grand Rapids Griffins    | AHL         | 11  | 6             | 4             | 10            | 4             | —             | — | —        | —        | —        |          |          |
| 2021–22     | Detroit Red Wings        | NHL         | 66  | 8             | 7             | 15            | 22            | —             | — | —        | —        | —        |          |          |
| 2022–23     | Detroit Red Wings        | NHL         | 81  | 9             | 11            | 20            | 30            | —             | — | —        | —        | —        |          |          |
| 2023–24     | Detroit Red Wings        | NHL         | 80  | 12            | 16            | 28            | 25            | —             | — | —        | —        | —        |          |          |
| 2024–25     | Detroit Red Wings        | NHL         | 56  | 5             | 5             | 10            | 13            | —             | — | —        | —        | —        |          |          |
| 2024–25     | Chicago Blackhawks       | NHL         | 18  | 3             | 4             | 7             | 4             | —             | — | —        | —        | —        |          |          |
| NHL celkově | NHL celkově              | NHL celkově | 306 | 38            | 43            | 81            | 98            | —             | — | —        | —        | —        |          |          |

### Reprezentační statistiky
| Rok                           | Tým                           | Soutěž                        | Z  | G | A  | B  | TM |
| ----------------------------- | ----------------------------- | ----------------------------- | -- | - | -- | -- | -- |
| 2016                          | Kanada 18                     | HGC                           | 4  | 0 | 4  | 4  | 2  |
| 2017                          | Kanada 18                     | HGC                           | 5  | 2 | 5  | 7  | 8  |
| 2018                          | Kanada 18                     | MS-U18                        | 4  | 0 | 3  | 3  | 0  |
| 2019                          | Kanada 20                     | MSJ                           | 5  | 0 | 2  | 2  | 0  |
| 2020                          | Kanada 20                     | MSJ                           | 6  | 1 | 5  | 6  | 8  |
| 2023                          | Kanada                        | MS                            | 5  | 3 | 2  | 5  | 2  |
| Juniorská reprezentace celkem | Juniorská reprezentace celkem | Juniorská reprezentace celkem | 24 | 3 | 19 | 22 | 18 |
| Seniorská reprezentace celkem | Seniorská reprezentace celkem | Seniorská reprezentace celkem | 5  | 2 | 3  | 5  | 2  |